# Alexandru Obedenaru
Alexandru Obedenaru (n. 13 iulie 1865 – d. 13 ianuarie 1945) a fost un poet român. A făcut parte din grupul de scriitori constituit în jurul lui Alexandru Macedonski și aparține curentului decadentist ce s-a manifestat în literatura română la sfârșitul secolului al XIX-lea.

## Biografie
Alexandru Obedenaru a lucrat un timp la Biblioteca Centrală Universitară din București, apoi, între 1901 și 1933, a fost funcționar la Academia Română. A dus o viață de boem, frecventând cafenelele bucureștene de la sfârșitul secolului al XIX-lea, îndeosebi cafeneua Fialkowski, unde se adunau poeții simboliști și decadenți. La bătrânețe le-a evocat cu nostalgie și cu umor în amintirile sale. A fost pasionat de teatru și de spectacolele de operă. Primele versuri le-a publicat în 1884, în revistele ”Opinca” și ”Ciulinul”. În anul 1888 l-a cunoscut pe Alexandru Macedonski și a participat la întâlnirile cenaclului condus de acesta. La revista lui Macedonski, ”Literatorul”, a colaborat cu versuri în 1890, devenind și redactor al publicației. Tot în 1890 a ținut o conferință la Ateneul Român despre ”poezia decadentă”. Între 1891 și 1895 a fost director al ”Revistei poporului”, care sub conducerea sa a publicat cu precădere versurile poeților decadentiști. A colaborat la revistele: ”Literatorul”, ”Generația nouă”, ”Românul literar”, ”Liga literară”, ”Revista literară”, ”Vieața nouă”, ”Ilustrațiunea română”, ”Convorbiri literare”, ”Epoca”, ”Luceafărul”, ”Masca”, ”Evenimentul”, ”Universul”, ”Propilee literare”. În 1932 a fost decorat cu Meritul Cultural în grad de Cavaler. A murit la București în 13 ianuarie 1945 și a fost incinerat la crematoriul ”Cenușa”.

## Poezia
La sfârșitul secolului al XIX-lea, Alexandru Obedenaru a publicat două volume de versuri: Spleen în 1891 și Rondele în 1892. Volumele sunt reprezentative pentru curentul decadentist ce se manifesta atunci în literatura română, mai ales în poezie. În volumul care a urmat, Sonete (1916), autorul s-a apropiat de parnasianism și de simbolism, fără să renunțe cu totul la temele și maniera decadentismului. O schimbare neașteptată, explicabilă prin angajarea României în Primul Război Mondial, s-a produs odată cu apariția volumului Dacia noastră în 1919. Acesta cuprinde poezii cu tematică marțială, scrise în tonalitatea solemnă a odei, arătând o atitudine politică favorabilă Marii Uniri. În ultimele două volume, Pantheea (1927) și Himere (1927), Alexandru Obedenaru a reînnodat firul cu poezia simbolistă și parnasiană de dinainte de război.

## Memorialistică
Între 1933 și 1935, și-a publicat amintirile în foiletonul ziarelor ”Adevărul” și ”Dimineața”, rememorând figuri și evenimente semnificative din epoca regelui Carol I. O parte din însemnările lui memorialistice a fost adunată în volum în anul 2010, sub titlul Amintirile unui poet decadent. Alte însemnări, inedite, se păstrează în Arhiva Societății Române de Radiodifuziune din București.

## Opera
- Spleen, Editura tipografiei ziarului ”Patris”, București, 1891.
- Rondele, Tipografia Miulescu, București, 1892.
- Sonete, Tipografia Bucovina, București, 1916.
- Dacia noastră, București, 1919.
- Himere, Tipografia Bucovina, București, 1927.
- Pantheea, Tipografia Brănișteanu, București, 1927.
- Amintirile unui poet decadent, ediție îngrijită și note de Margareta Perian, prefață de Gheorghe Perian, Editura Limes, Cluj-Napoca, 2010.